# 5293 Bentengahama
5293 Bentengahama è un asteroide della fascia principale. Scoperto nel 1991, presenta un'orbita caratterizzata da un semiasse maggiore pari a 2,6693239 UA e da un'eccentricità di 0,1113429, inclinata di 13,95094° rispetto all'eclittica.